# Sabine Fellner
Sabine Fellner (* 22. Oktober 1959) ist eine österreichische Kunsthistorikerin, Kuratorin und Autorin.

## Leben
Sabine Fellner studierte Kunstgeschichte und Geschichte an der Universität Wien und an der Sorbonne in Paris und promovierte 1987 zur Dr. phil. Von 1989 bis 1993 war sie als Kuratorin im Österreichischen Tabakmuseum tätig und ist seit 2003 Kuratorin der JTI Collection Vienna der JTI Austria GmbH (vormals Austria Tabak). Seit 1994 beschäftigt sie sich als freie Ausstellungskuratorin mit gesellschaftspolitisch aktuellen Fragen wie in den Ausstellungen Der nackte Mann (Lentos Kunstmuseum Linz, 2012), Rabenmütter (Lentos Kunstmuseum Linz, 2015; nominiert für den art-Kuratorenpreis 2016), Die Kraft des Alters (Österreichische Galerie Belvedere Wien, 2018) und Women Now (Austrian Cultural Forum New York 2018) aber auch mit Themen der österreichischen Kunstgeschichte wie u. a. in Störenfriede – der Schrecken der Avantgarde von Makart bis Nitsch (Lentos Kunstmuseum Linz, 2008), Die bessere Hälfte. Jüdische Künstlerinnen bis 1938 (Jüdisches Museum Wien, 2016; Hans-und-Lea-Grundig-Preis 2017,) und zuletzt Stadt der Frauen (Österreichische Galerie Belvedere Wien, 2019; nominiert für den art-Kuratorenpreis 2019).
Fellner veröffentlichte mehrere Publikationen zum Thema Alltagskultur und zur österreichischen Kunst- und Kulturgeschichte des 19. und 20. Jahrhunderts.

## Ausstellungen (Auswahl)
- Enthüllt – Ein Jahrhundert Akte Österreichischer Künstlerinnen, NÖArt (Niederösterreichische Gesellschaft für Kunst Und Kultur), Frauenbad Baden, Niederösterreich (1998)[3]
- Störenfriede – der Schrecken der Avantgarde von Makart bis Nitsch, Lentos Kunstmuseum Linz, Linz (2008)[4]
- Der nackte Mann, Lentos Kunstmuseum Linz, Linz (2012)[5]
- Flüchtige Schönheit, Leopold Museum, Wien (2015)[6]
- RABENMÜTTER – Zwischen Kraft und Krise. Mütter von 1900 bis heute, Lentos Kunstmuseum Linz, Linz (2015)[7]
- Die bessere Hälfte. Jüdische Künstlerinnen 1900 – 1938. Jüdisches Museum Wien, Wien (2016)[8]
- Die Kraft des Alters, Österreichische Galerie Belvedere, Wien (2017)[9]
- Women Now, Austrian Cultural Forum New York, New York (2018)[10]
- Stadt der Frauen, Österreichische Galerie Belvedere, Wien (2019)[11]
- Nives Widauer. Archeology of undefined Future. Wienerroither & Kohlbacher Palais, Wien (2019)[12]

## Publikationen (Auswahl)
- KUNSTSKANDAL! Die besten Nestbeschmutzer der letzten 150 Jahre. Verlag Ueberreuter, Wien 1997, ISBN  978-3-80003-641-7
- gemeinsam mit Katrin Unterreiner: Rosenblüte und Schneckenschleim. Schönheitspflege zur Zeit Kaiserin Elisabeth. Verlag Sonderzahl, Wien 2006, ISBN 978-3-85449-263-4
- gemeinsam mit Katrin Unterreiner: Morphium, Cannabis und Cocain: Medizin und Rezepte des Kaiserhauses. Amalthea-Verlag, Wien 2008, ISBN 978-3-85002-636-9
- gemeinsam mit Katrin Unterreiner: Frühere Verhältnisse: Geheime Liebschaften in der k. u. k. Monarchie. Amalthea-Verlag, Wien 2010, ISBN 978-3-85002-727-4
- gemeinsam mit Katrin Unterreiner: Medizin in Wien: Semmelweis, Billroth und Co. Metro-Verlag, Wien 2010, ISBN 978-3-9930060-1-3
- gemeinsam mit Katrin Unterreiner: Puppenhaus und Zinnsoldat: Kindheit in der Kaiserzeit. Amalthea-Verlag, 2012, ISBN 978-3-85002-777-9